# Sakalavavävare

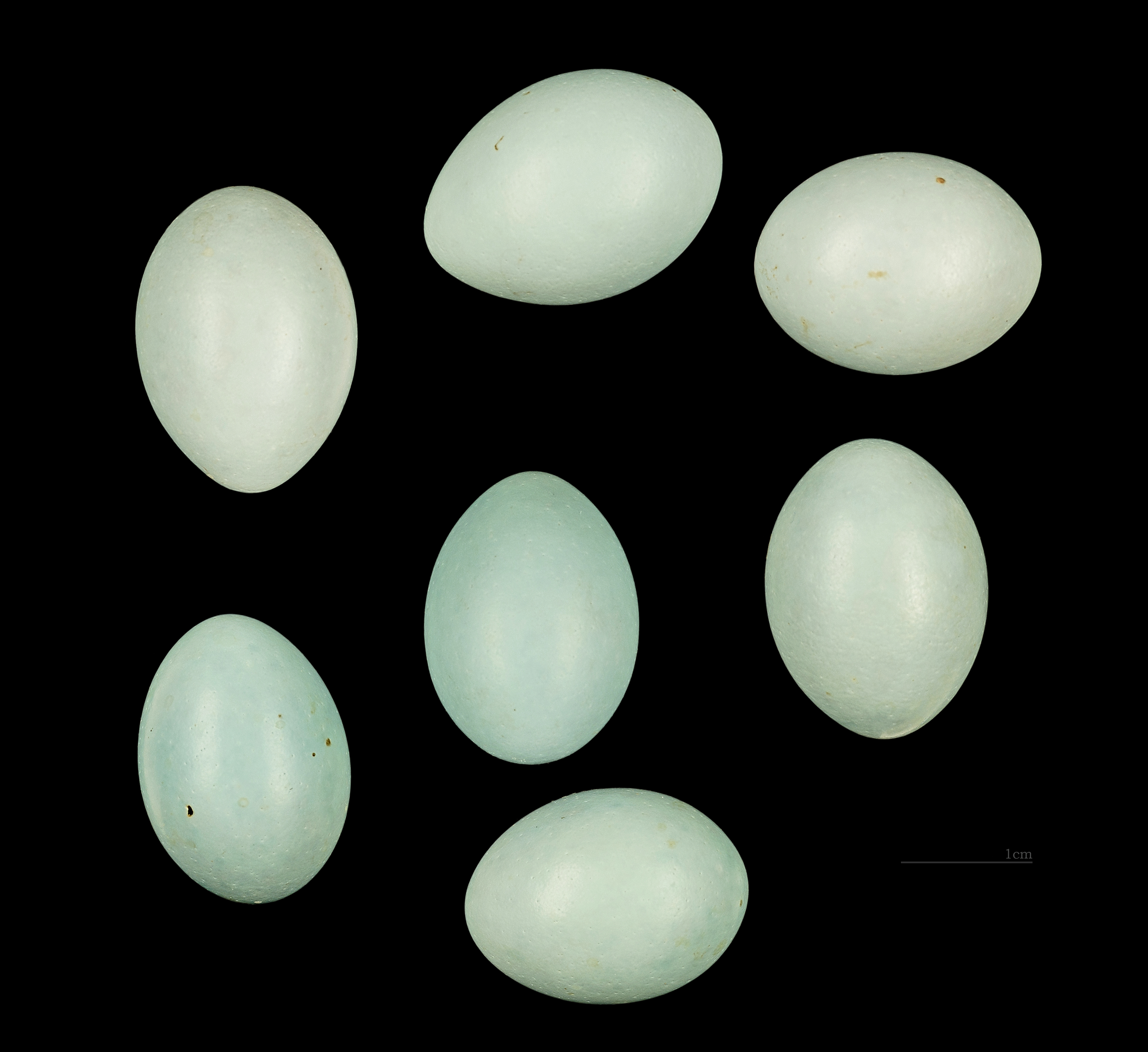
Ploceus sakalava

Sakalavavävare (Ploceus sakalava) är en fågel i familjen vävare inom ordningen tättingar.

## Utseende och läte
Sakalavavävaren är en knubbig vävare med kraftig näbb. Båda können har skär bar hud runt ögat. Hanens gula huvud är mycket karakteristiskt. Sången består av en komplex och ljus serie med grälande och fräsande toner, medan lätet är ett hest "chert". Honan och hane utanför häckningstid liknar fodier, men skiljs åt av större storlek, större näbb, bara huden kring ögat och annorlunda ansiktsteckning.

## Utbredning och systematik
Sakalavavävaren förekommer enbart på Madagaskar. Den delas in i två underarter med följande utbredning:
- Ploceus sakalava sakalava – förekommer i torra låglänta skogar på norra och nordöstra Madagaskar
- Ploceus sakalava minor – förekommer i ökenområden på västra och sydvästra Madagaskar

## Levnadssätt
Sakalavavävaren hittas i torra områden som öppen skog, buskmarker, plantage, savann och kring bosättningar. Den är mycket social och ses nästan alltid i flockar, ibland tillsammans med andra småfåglar. Fågeln häckar i kolonier med rätt slarvigt byggda hängande klot till bon.

## Status
Arten har ett stort utbredningsområde och beståndet anses stabilt. Internationella naturvårdsunionen IUCN listar den därför som livskraftig (LC).

## Namn
Fågelns svenska och vetenskapliga artnamn syftar på Sakalavafolket, ett ursprungsfolk på Madagaskar.